# جون دبليو. مايلز
جون دبليو. مايلز (بالإنجليزية: John W. Miles)‏ هو مهندس أمريكي، ولد في 1 ديسمبر 1920 في سينسيناتي في الولايات المتحدة، وتوفي في 20 أكتوبر 2008 في سانتا باربارا في الولايات المتحدة.